# Dargala
Dargala es una comuna camerunesa perteneciente al departamento de Diamaré de la región del Extremo Norte.
En 2005 tenía 33 142 habitantes, de los que 4086 vivían en la capital comunal homónima.
Se ubica sobre la carretera P2, unos 30 km al este de Maroua.

## Localidades
Comprende, además de la ciudad de Dargala, las siguientes localidades:
- Adoumarna
- Alakiré
- Apaïdi
- Bindiryel
- Boulouliwo
- Dargala Windé
- Dawa
- Djabiré
- Djabiwo
- Djoïré
- Djoutngo
- Doubbelwo
- Fort-Lamy
- Gabagawol
- Gaïgaï
- Gaïgaï Koumairé
- Garré
- Gasseyel
- Goraï
- Gorfouna
- Gouro
- Gouroum
- Guertogalwo Zakirou
- Guizigaré
- Hardéo
- Hardéwo
- Hodandé
- Ibbawo
- Kadaïre
- Kalaki
- Kangaléri
- Karagadji
- Kéléré
- Kodjoléwo
- Kouldouki
- Kouliré
- Lakapouté
- Lamordé
- Leggawo Djaoro
- Madouli
- Mbankara
- Mélémé
- Merem
- Ngandarma
- Ngassa
- Oussour
- Roufirdé
- Roumdéwo
- Siro
- Sittibirilla
- Tadindou
- Tannéwo
- Tchabeyel
- Tchelbiwo
- Tchokola
- Touppéo
- Touppéré
- Waldé Lofou
- Walidjam
- Wawala
- Wirdiwo
- Woïlaré
- Woulmoyé
- Wouro
- Yakatao
- Yoldéo Garré
- Yolel
- Yonkolel
- Zalambi
- Zoumaya